# 乔恩·麦克布莱德
乔恩·安德鲁·麦克布莱德（英語：Jon Andrew McBride，1943年8月14日—2024年8月7日），前美國海軍上校及美国国家航空航天局的宇航员，执行过STS-41-G任务。